# Knodus megalops
Knodus megalops är en fiskart som beskrevs av Myers 1929. Knodus megalops ingår i släktet Knodus och familjen Characidae. Inga underarter finns listade i Catalogue of Life.